# Championnat du monde de hockey sur glace 1962
Navigation
Suisse 1961 Suède 1963
Le vingt-neuvième  championnat du monde de hockey sur glace, et par la même occasion le quarantième championnat d'Europe, a eu lieu entre le 7 et le 18 mars 1962 aux  États-Unis dans les villes de Denver et de Colorado Springs.

## Contexte
Le tournoi 1962 est en plein au milieu de la guerre froide entre les États-Unis d'Amérique et l'Union des républiques socialistes soviétiques. Les organisateurs du tournoi décident d’exclure l’Allemagne de l’Est en réaction à la construction du Mur de Berlin et de ce fait le championnat du monde connaît son second boycott avec l'absence par solidarité des nations suivantes :
- URSS,
- Tchécoslovaquie,
- Pologne,
- Roumaine,
- Yougoslavie.

De plus un certain nombre d'équipes, qui souhaitaient participer, n'ont pas pu en raison de frais de déplacements importants et finalement, seulement quatorze nations divisées en deux groupes (championnat A avec huit équipes et le reste des équipes dans le championnat B) ont concouru.

## Championnat A
En raison du boycot des soviétiques et des tchécoslovaques et aussi de l'interdiction des allemands de l'Est, trois places sont disponibles. Ainsi, les deux premières équipes au classement du championnat B de 1961 sont qualifiées pour le championnat A 1962. Il s'agit alors de la Norvège et de la   Grande-Bretagne.
La troisième équipe est alors déterminée par un match de barrage entre la Suisse et l'Autriche. Ce match a lieu le  7 mars à Colorado Springs et voit la victoire suisse sur le score de 9 buts à 4.

### Résultats
| 8 mars - Suisse 6 – 3 Grande-Bretagne - États-Unis 14 – 2 Norvège - Canada 8 – 1 Finlande 9 mars - Finlande 5 – 7 Grande-Bretagne - Suède 17 – 2 Suisse - Allemagne fédérale 4 – 6 Norvège 10 mars - États-Unis 1 – 2 Suède - Canada 8 – 0 Allemagne fédérale 11 mars - Canada 7 – 2 Suisse - Norvège 12 – 2 Grande-Bretagne - États-Unis 6 – 3 Finlande 12 mars - Norvège 7 – 5 Suisse - Allemagne fédérale 9 – 0 Grande-Bretagne - Suède 12 – 2 Finlande | 13 mars - Canada 3 – 5 Suède - États-Unis 8 – 4 Allemagne fédérale 14 mars - Finlande 7 – 4 Suisse - États-Unis 12 – 5 Grande-Bretagne - Canada 14 – 1 Norvège 15 mars - Finlande 9 – 3 Allemagne fédérale - Suède 17 – 0 Grande-Bretagne 16 mars - Suède 10 – 2 Norvège - États-Unis 12 – 1 Suisse 17 mars - Finlande 5 – 2 Norvège - Canada 12 – 2 Grande-Bretagne - Suède 4 – 0 Allemagne fédérale 18 mars - États-Unis 1 – 6 Canada - Allemagne fédérale 7 – 1 Suisse |

### Classement
| #      | Équipe             | PJ | V | N | D | BP | BC | Diff | Pts |
| ------ | ------------------ | -- | - | - | - | -- | -- | ---- | --- |
| Or     | Suède              | 7  | 7 | 0 | 0 | 67 | 10 | +57  | 14  |
| Argent | Canada             | 7  | 6 | 0 | 1 | 58 | 12 | +46  | 12  |
| bronze | États-Unis         | 7  | 5 | 0 | 2 | 54 | 23 | +31  | 10  |
| 4      | Finlande           | 7  | 3 | 0 | 4 | 32 | 42 | -10  | 6   |
| 5      | Norvège            | 7  | 3 | 0 | 4 | 32 | 54 | -22  | 6   |
| 6      | Allemagne fédérale | 7  | 2 | 0 | 5 | 27 | 36 | -9   | 4   |
| 7      | Suisse             | 7  | 1 | 0 | 6 | 21 | 60 | -39  | 2   |
| 8      | Grande-Bretagne    | 7  | 1 | 0 | 6 | 19 | 73 | -54  | 2   |

| #      | Équipe             |
| ------ | ------------------ |
| Or     | Suède              |
| Argent | Finlande           |
| bronze | Norvège            |
| 4      | Allemagne fédérale |
| 5      | Suisse             |
| 6      | Grande-Bretagne    |

### Composition de la Suède
L'équipe suédoise est alors composée des joueurs suivants :
- Lennart Häggroth et Kjell Svensson (gardiens),
- Gert Blomé, Nils Johansson, Bertil Karlsson, Bert-Olov Nordlander et Roland Stoltz (défenseurs)
- Anders Andersson, Leif Andersson, Per-Olof Härdin, Lars-Eric Lundvall, Eilert Määttä, Nisse Nilsson, Ronald Pettersson, Ulf Sterner, Sven Tumba (Johansson), Uno Öhrlund (attaquants).

L'équipe est entraînée par Arne Stromberg assisté de Pelle Bergstrom.

## Championnat B
Le championnat B est alors formé des équipes restantes de l'édition 1961 du championnat B et du championnat auxquelles se joignent l'Australie, le Danemark et le Japon, de retour en compétition officielle.

### Résultats
| 8 mars - Pays-Bas 6 – 4 Australie 9 mars - Japon 10 – 8 France 10 mars - Autriche 17 – 0 Australie - Pays-Bas 9 – 4 Danemark 11 mars - France 7 – 2 Danemark 12 mars - Japon 13 – 2 Australie 13 mars - France 13 – 1 Australie - Autriche 12 – 1 Pays-Bas | 14 mars - Japon 7 – 3 Autriche 15 mars - France 6 – 2 Pays-Bas - Australie 6 – 2 Danemark 16 mars - Japon 20 – 2 Pays-Bas - Autriche 10 – 1 France 17 mars - Japon 13 – 1 Danemark 18 mars - Autriche 7 – 0 Danemark |

### Classement
| # | Équipe    | PJ | V | N | D | BP | BC | Diff | Pts |
| - | --------- | -- | - | - | - | -- | -- | ---- | --- |
| 1 | Japon     | 5  | 5 | 0 | 0 | 63 | 16 | +47  | 10  |
| 2 | Autriche  | 5  | 4 | 0 | 1 | 49 | 9  | +40  | 8   |
| 3 | France    | 5  | 3 | 0 | 2 | 35 | 25 | +10  | 6   |
| 4 | Pays-Bas  | 5  | 2 | 0 | 3 | 20 | 46 | +26  | 4   |
| 5 | Australie | 5  | 1 | 0 | 4 | 13 | 51 | -38  | 2   |
| 6 | Danemark  | 5  | 0 | 0 | 5 | 9  | 42 | -33  | 0   |

### Sources
- (de) Cet article est partiellement ou en totalité issu de l’article de Wikipédia en allemand intitulé « Eishockey-Weltmeisterschaft 1962 » (voir la liste des auteurs).
- Championnat du monde 1962 sur hockeyarchives.info